# Tanya Reid
Pour les articles homonymes, voir Reid.
Tanya Reid est une actrice et scénariste canadienne née le 1er août 1970 à Dryden, Ontario (Canada).

## Filmographie

### Comme actrice
- 1998 : Stargate SG-1 (TV) : Rosha/Jolinar de Malkshur, Tok'ra
- 1999 : Resurrection (TV) : Lynn Pensky
- 2001 : Exiles in Paradise : Woman
- 2001 : Hope and Redemption : Sandra Chapman / Silent Cameo
- 2002 : Free : Mary
- 2003 : A Wrinkle in Time (TV) : Camazotz Woman
- 2003 : Piège en forêt (Firefight) (TV) : Rita
- 2005 : Intelligence (TV) : Ramona

### Comme scénariste
- 2001 : Hope and Redemption